# Tu Joujou
Tu Joujou (kitajsko: 屠呦呦; pinjin: Tú Yōuyōu), kitajska farmakologinja, nobelovka, * 30. december 1930, Ningbo, Džedžjang, Republika Kitajska (zdaj LR Kitajska).
Tu ima največ zaslug za razvoj artemizinina, zdravila proti malariji, ki je nastalo na podlagi recepture iz tradicionalne kitajske medicine in je zdaj del standardne terapije proti malariji. Za ta dosežek je leta 2015 prejela Nobelovo nagrado za fiziologijo ali medicino. Je prva državljanka Kitajske z Nobelovo nagrado za znanost.

## Življenjepis
Izvira iz mesta Ningbo na vzhodu Kitajske, od koder je leta 1951 šla študirat medicino v Peking, natančneje na Medicinsko fakulteto Univerze v Pekingu, kjer je štiri leta kasneje diplomirala na oddelku za farmakologijo. Nato se je zaposlila na Kitajski akademiji tradicionalne kitajske medicine in se poročila s tovarniškim delavcem Li Tingdžaom, s katerim ima dve hčerki.
Prelomni trenutek v njeni karieri se je zgodil leta 1969, ko je postala del skrivnega vladnega projekta za iskanje terapije proti malariji, v sklopu katerega je bil odkrit artemizinin. To je bil čas kulturne revolucije na Kitajskem, ko so bili znanstveniki in drugi intelektualci obravnavani kot sumljivi, mnogi so postali tudi žrtev čistk. Takrat je zavezniška vlada Severnega Vietnama, ki je bila v vojni z ZDA, prosila Kitajsko za pomoč pri boju proti malariji, za katero so množično umirali vojaki, saj je povzročitelj razvil odpornost na takrat dostopno zdravilo klorokin. Vendar so bili največji kitajski strokovnjaki za malarijo že odstranjeni v čistkah, zato je Mao Cetung zagnal »projekt 523«, kamor je bila med približno 500 drugimi raziskovalci rekrutirana tudi Tu. Poslali so jo na jug Kitajske preučevat tradicionalne ljudske recepte za zdravljenje napadov mrzlice.
Za Tu je to pomenilo, da je morala zapustiti družino – njen mož je bil pred tem označen za desničarja in deportiran nekam v osrednjo Kitajsko, dojenčka pa je dala v varstvo – in posvetiti več let terenskim raziskavam. Njena ekipa je obiskovala lokalne zdravnike v provinci Hajnan in pregledovala literaturo ter zbrala več kot 2000 tradicionalnih receptur. Med njimi so izbrali 200 receptov in 380 zeliščnih izvlečkov za poskuse na miših, kjer je nato eden od njih dal dobre rezultate. Šlo je za prevretek sladkega pelina (Artemia annua) iz 1600 let starega recepta proti epizodam mrzlice, ki pa je v nadaljnjem testiranju izgubil učinkovitost. Tu je posumila, da metoda ekstrakcije uniči učinkovino, zato se je domislila ekstrakcije z etanolom in rešila še problem toksičnosti ter dobila snov s 100-% učinkovitostjo proti mišji malariji. Vojaška narava projekta je pomenila, da odkritja ni smela objaviti, predstavila ga je le na internem sestanku projekta 523 leta 1971. Na podlagi njenih navodil so nato drugi raziskovalci pripravili čiste kristale te spojine iz družine seskviterpenoidov. Tu je potem prevzela odgovornost in se skupaj s še dvema sodelavcema javila za prvi človeški poskusni osebek. Preskus je bil uspešen, tako da so nato drugi sodelavci projekta izvedli klinične preskuse, po uspehu slednjih pa je artemizinin naposled postal del standardne terapije proti malariji.
Izsledki so bili objavljeni šele deset let po začetku projekta, a le v kitajščini in skladno s prevladujočo miselnostjo te dobe je bila podpisana samo raziskovalna ekipa, ne individualni raziskovalci s Tu na čelu. Zaradi skrivnostnosti, ki je obdajala vojaški projekt, terapija še več desetletij ni bila splošno razširjena in šele v 1990. letih so jo pričeli uporabljati tudi na mednarodni ravni. Vse od takrat Tu živi v Pekingu in deluje v skromnih razmerah na Kitajski akademiji tradicionalne kitajske medicine.

## Priznanja
Kljub egalitaristični miselnosti je Tu za svoj prispevek k projektu 523 prejela nagrado kitajske vlade. Po tistem, ko se je spoznanje o njenem dosežku razširilo tudi na Zahod, je leta 2011 prejela prestižno ameriško Lasker-DeBakeyjevo nagrado za klinične medicinske raziskave, kar je sprožilo nekaj javnih protestov strokovnjakov, ki so raziskovali zgodovino projekta 523, saj so bili mnenja, da si priznanje zaslužita vsaj še vodja kliničnih raziskav in kemik, ki je bil najbolj zaslužen za prečiščevanje učinkovine. Vendar je tudi ona sama poudarila, da je bila tista, ki je prvič izolirala učinkovino in se domislila ekstrakcije z etanolom. Tako je leta 2015 tudi kot edina iz svoje ekipe prejela Nobelovo nagrado za fiziologijo ali medicino.
Po prejemu obeh najprestižnejših zahodnih nagrad na področju medicine so nekateri komentatorji kritizirali državo, ki da je ne obravnava njenim dosežkom primerno. Med drugim denimo ni bila sprejeta za članico Kitajske akademije znanosti, ki je najuglednejše častno združenje kitajskih znanstvenikov na področju naravoslovja. Več pozornosti so ji namenili le državni mediji, ki njeno Nobelovo nagrado obravnavajo kot potrditev ugleda kitajske znanosti in tradicionalne medicine.